# Limnephilus fagus
Limnephilus fagus är en nattsländeart som beskrevs av Ross 1941. Limnephilus fagus ingår i släktet Limnephilus och familjen husmasknattsländor. Inga underarter finns listade i Catalogue of Life.